# Arthur Jonath
Arthur Jonath (ur. 9 września 1909 w Bentrop, zm. 11 kwietnia 1963 w Neu-Isenburg) – niemiecki lekkoatleta, brązowy medalista igrzysk olimpijskich z 1932 w Los Angeles w biegu na 100 metrów i srebrny medalista w sztafecie 4 × 100 metrów.